# تشارلز بي. هينسلي
تشارلز بي. هينسلي (بالإنجليزية: Charles B. Hensley)‏ هو منتج أفلام أمريكي، ولد في 12 أكتوبر 1953 في ماكالستر في الولايات المتحدة.